# Falsacanthocinus brevis
Falsacanthocinus brevis är en skalbaggsart som först beskrevs av Fauvel 1906.  Falsacanthocinus brevis ingår i släktet Falsacanthocinus och familjen långhorningar. Inga underarter finns listade i Catalogue of Life.